# スカンジナヴィアン・スカイ
「スカンジナビアン・スカイ」（Scandinavian Skies）は、ビリー・ジョエルが書いた曲で、1982 年のアルバム『ナイロン・カーテン』に収録され、初めてリリースされた。この曲は、ビートルズの影響を強く受けたとされ、評論家たちは、ビートルズ風の要素とあいまいな歌詞に注目している。
ビリーは、この曲はヘロインの経験に触発されたと述べている。シングルとしてはリリースされていないが、ビルボード'メインストリーム ロック チャートで38位を記録した。

## 歌詞と音楽
この「スカンジナビアン・スカイ」の歌詞は、ヨーロッパのツアー中にビリーに起こった出来事について描かれている。 歌詞では、ミュージシャンがオランダからスウェーデンに逃げる原因となったアムステルダムで発生した事件に言及している。 その後、ビリーは歌の中で、スカンジナビアをツアー中に発生した問題について歌っている。 歌詞の「サプライズ」や「アムステルダムの罪」が何であったかについて明確ではないが、音楽評論家のマーク・ベゴは、それらが麻薬やセックスに関連しているように見える事を示唆。  ケン・ビーレンは、これらの驚きと罪は、アルバムでこの曲の前に収録されている、「サプライズ」など同じように曖昧な歌詞を持つ別の曲に関連している可能性があるのではないかと推測している。
ローリング・ストーン誌の評論家スティーブン・ホールデンは、この歌詞が「幻滅した世界の避けられない未来としてジョエルが戦争と荒廃を見るかもしれない」ことを示唆していると推測し「グッドナイト・サイゴン〜英雄達の鎮魂歌」との関連性を指摘する評価もある。 曲の最初のリリースの時点で、ビリーは単に「[彼の]世代の薬物体験の悪夢」を表す「薬物と退廃の歌」であると述べた。 しかし、それ以来ビリーは、歌の主題がヘロインの使用経験であったことを認めている。  「それは私をとてもハイにして、どう対処したらいいのかわからなかった。それは私を怖がらせた。」と語った。 プロデューサーであるフィル・ラモーンは、「これは、ビリーとバンドの最初の旅行で起こったことの基本的な話です。それは、ビートルズや他の人々に起こったことと、あなたを狂気に結びつける幻覚を経験したこととそれほど違いはありません。」と答えている。 
この曲は、ビリーがピアノでC音のオクターブを繰り返し演奏する弦楽器を逆再生して始まる。 曲はヘ長調を基本とし、オープニングには、アムステルダムからストックホルムへのフライトの実際の搭乗アナウンスと飛行機の着陸音のオランダ語での録音も組み込まれている。  ローリング・ストーン・アルバム・ガイド評論家のポール・エヴァンスは、メロディーを「強い」と表現。 曲は「理解できないナレーション」で終わることも指摘している。 

## ビートルズとの比較
ポール・マッカートニーの伝記作家レイ・コールマンは、「スカンジナビアン・スカイ」を「ポールのロマンチシズムへのオマージュ」と表現。 ジョエルの伝記作家であるハンク・ボードウィッツは、マッカートニーのビートルズとの仕事を彷彿とさせると述べた。 ベゴは、ステレオで録音された飛行機の着陸音と、マッカートニーの「バック・イン・ザ・U.S.S.R.」の冒頭にある同様の装置との類似性に注目している。
また他の評論家は、ジョン・レノンの作品との類似点についても指摘。レコーディング中、ラモーンはビリーのボーカルがレノンのように聞こえることに気づき、「あなたは本当にジョン・レノンのように歌いすぎている」とビリーに話したという。  ビーレンと他の作家も、レノン風のボーカルパフォーマンスについてコメント。  ビーレン、ベゴ、フレッド シュルアーズなどのジョエルの伝記作家は、ビートルズのサイケデリック ミュージック、特にレノンの「ストロベリー・フィールズ・フォーエバー」との類似点を指摘している。    ベゴは、「ルーピーなストリングスと高度に操作された音楽トラック」を指摘することで、類似性をさらに特定していることにも注目した。 ビーレンとベゴはまた、レノンの「アイ・アム・ザ・ウォルラス」との類似性を指摘し、ビーレンは最後に「理解できないナレーション」を明示的に引用し、レノンが書いた「愛こそがすべて」を彷彿とさせると述べている。  ビルボードの作者であるローマン・コザックは、「スカンジナビアの空」は「ほとんどジョエルの『ノルウェーの森』かもしれない」と述べた。 ビーレンはまた、曲の追加のビートル風の要素として、後ろ向きの弦、搭乗アナウンスなどの効果音の使用、ビートルズのプロデューサーであるジョージ・マーティンのものと同様の弦のアレンジ、リンゴ・スターのドラムと同様のドラムを使用した点も挙げている。 

## チャート
前記の通り、この曲はシングルとしてリリースされなかったにもかかわらず、それでもビルボード'メインストリーム ロック チャートでは 38 位に達した。   トップ 40 で 2 週間ランクインし続けた。